# Японський вогняночеревний тритон
Японський вогняночеревний тритон (Cynops pyrrhogaster) — вид земноводних з роду Далекосхідний тритон родини саламандрові.

## Опис
Загальна довжина досягає 9—14 см. Спостерігається статевий диморфізм: самиця більша за самця. Голова довга, майже прямокутна. Очі знаходяться з боків. Ніздрі розміщені спереду. Залози паротоїди великі, сплощені. Тулуб витягнутий, стрункий. Шкіра зморшкувата, містить отруйну речовини тетродотоксин. Хвіст довгий, стиснутий з боків. Спинний і черевні плавці розташовані паралельно і звужуються до заднього кінця.
Забарвлення спини шоколадне або буро-коричневе, іноді з жовтими плямами уздовж спинно-бокових залоз. Черево яскраво-червоного кольору, що й дало назву цьому виду тритонів.

## Спосіб життя
Полюбляє струмки, ставки, водосховища, придорожні стоки в стоячих водоймах, але з чистою вода. Веде напівводний спосіб життя. Зустрічається на висоті до 1500 м над рівнем моря. Це доволі рухлива та моторна амфібія. активна у присмерку. Живиться комахами, дрібними рачками, невеликою рибою, дощовими хробаками.
Статева зрілість настає у 2—3 роки. Розмноження відбувається з кінця березня — по середини червня. Самець схоплює самицю й деякий час кружляє з нею у воді. Потім він виділяє спермотофори, які самиця схоплює своєю клоакою. Самиця відкладає до 200 яєць діаметром 2 мм. Личинки з'являються через 20 діб. Метаморфоза триває 10—12 місяців.

## Розповсюдження
Мешкає на японських островах Хонсю, Сікоку, Кюсю.